# Elemento conjugado
En matemáticas, los elementos conjugados de un elemento algebraico x en un cuerpo K son las raíces de su polinomio mínimo en K, en una extensión L de K donde este polinomio es dividido (es decir, se puede expresar como un producto de monomios).
De manera equivalente, los conjugados de x son la imagen de x generada por los K-automorfismos de L/K.

## Ejemplos
- Si α es un elemento de K, su polinomio mínimo sobre K es X – α, por lo tanto, su único conjugado sobre K es él mismo.
- Si α = a + ib es un número complejo no real, es decir, si su parte imaginaria b no es cero, entonces su polinomio mínimo en ℝ es (X – α)(X – α) = X2 – 2aX + a2+b2, y por lo tanto, sus conjugados en ℝ son α y su número complejo conjugado α.
- Las raíces cúbicas de la unidad en ℂ son

En ℚ, j y j2 tienen el polinomio mínimo común X2 + X + 1 y son conjugados.
De manera más general, las raíces primitivas n-ésimas de la unidad en ℂ tienen un polinomio mínimo en ℚ, el n-ésimo polinomio ciclotómico, y son conjugadas en ℚ.

## Propiedades
- El polinomio mínimo de α en K se divide entre cualquier extensión normal L de K que contenga α (por ejemplo, una clausura algebraica de K, o incluso solo un cuerpo de descomposición del polinomio).[1] Los conjugados de α son entonces las imágenes de α por los elementos del grupo de Galois de la extensión.
- Sea α un número entero algebraico distinto de cero y |α|, el mayor de los módulos de sus conjugados sobre ℚ. Kronecker demostró[2][3][4] que

1. Si |α| es menor o igual a 1, α es la raíz de la unidad;
2. Si |α| es menor o igual a 2 y α es totalmente real, es decir, si todos los conjugados de α sobre ℚ pertenecen al intervalo real [–2, 2], entonces α es de la forma 2 cos(πr) para un determinado r racional.

El punto 1 se puede deducir del siguiente lema (utilizado también en otra parte de la prueba del teorema de las unidades de Dirichlet): para cualquier entero n y cualquier real C, existe solo un número finito de enteros algebraicos α tales que el grado (del polinomio mínimo) de α es menor o igual que n y que |α| ≤ C.
| Demostración |
| * Prueba del lema: los coeficientes del polinomio mínimo P de α son funciones simétricas de los conjugados de α. Si el grado de P y los conjugados de α están acotados, entonces estos coeficientes también están acotados (ya que son números enteros) y solo pueden tomar un número finito de valores. Así, el conjunto considerado es finito, como el conjunto de raíces de un número finito de polinomios. - Prueba del punto 1: si α es de grado n, entonces todas sus potencias son de grado menor o igual a n. Al aplicar el lema para C = 1, se deduce que estas potencias son finitas, lo que nos permite comprobar la proposición. |

Existen varios refinamientos del punto 1 proporcionando, según el grado de α, un aumento de |α| menos restrictivo pero suficiente para que α sea la raíz de la unidad.

## Conjugados de un polinomio
Supóngase que f(x) es un polinomio separable e irreducible en K[X], y que existe una extensión M/K y un polinomio g en M[X] de modo que g divide f en M[X].
Si se denomina L al cuerpo de descomposición de f en K, L/K es galoisiano y L[X]/K[X] es isomorfo a L/K. Además, los coeficientes de g pertenecen a L. En particular, el polinomio g es algebraico en K[X], y por tanto tiene elementos conjugados en K[X]: el conjunto de conjugados de g se obtiene aplicando los automorfismos de Gal(L/K) sobre los coeficientes de g.

### Propiedades
Es natural pensar que el producto de los conjugados de g es igual a f, pero esto es incorrecto, a menos que g sea irreducible y f sea primitivo, en el sentido de que L/K es generado por una sola raíz de f.
En general, el producto de los conjugados de g es igual a cfn, donde c pertenece al campo K y n es un número natural.